# Київська пектораль (2013)
21-ша церемонія вручення нагород театральної премії «Київська пектораль»

25 березня 2013 року
< 20-та Церемонії вручення 22-га >
21-ша церемонія вручення нагород премії «Київська пектораль» присуджується Національною Спілкою театральних діячів за заслуги в театральному мистецтві у 2012 році, яка відбулася 25 березня 2013 року. Церемонія була проведена в Києві, в Національному академічному драматичному театрі ім. Івана Франка. Ведучими заходу були Анатолій Гнатюк та Лариса Руснак.

## Номінати та переможці
★Переможців виділено окремим кольором.

### Основні номінації
| Категорії                                       | Лауреати та номінанти | Лауреати та номінанти | Лауреати та номінанти |
| ----------------------------------------------- | --- | --- | --- |
| Найкраща драматична вистава                     | ★ «Опискін. Фома!» (режисер Олексій Лісовець, Київський академічний театр драми і комедії на лівому березі Дніпра)                                       | ★ «Опискін. Фома!» (режисер Олексій Лісовець, Київський академічний театр драми і комедії на лівому березі Дніпра)                                                       | ★ «Опискін. Фома!» (режисер Олексій Лісовець, Київський академічний театр драми і комедії на лівому березі Дніпра)                                                       |
| Найкраща драматична вистава                     | • «Войцек. Карнавал плоті» (реж. Дмитро Богомазов, Київський академічний театр драми і комедії на лівому березі Дніпра)                                  | | |
| Найкраща драматична вистава                     | • «Перехресні стежки» (реж. Дмитро Чирипюк, Національний академічний драматичний театр ім. Івана Франка)                                                 | | |
| Найкраща режисерська робота                     | | ★ Олексій Лісовець — «Опискін. Фома!» . Київський академічний театр драми і комедії на лівому березі Дніпра                                                              | ★ Олексій Лісовець — «Опискін. Фома!» . Київський академічний театр драми і комедії на лівому березі Дніпра                                                              |
| Найкраща режисерська робота                     | • Дмитро Богомазов — «Войцек. Карнавал плоті». Київський академічний театр драми і комедії на лівому березі Дніпра                                       | | |
| Найкраща режисерська робота                     | • Олександр Крижанівський — «Корабель не прийде». Новий драматичний театр на Печерську                                                                   | | |
| Найкраща вистава камерної сцени                 | ★ «Корабель не прийде», реж. Олександр Крижанівський. Новий драматичний театр на Печерську                                                               | ★ «Корабель не прийде», реж. Олександр Крижанівський. Новий драматичний театр на Печерську                                                                               | ★ «Корабель не прийде», реж. Олександр Крижанівський. Новий драматичний театр на Печерську                                                                               |
| Найкраща вистава камерної сцени                 | • «Святої ночі», реж. Олена Лозович. Новий драматичний театр на Печерську                                                                                | | |
| Найкраща вистава камерної сцени                 | • «Лист Богу», реж. Ігор Славинський. Київський академічний драматичний театр на Подолі                                                                  | | |
| Найкраща сценографія                            | ★ Борис Орлов та Ігор Рубашкін — «Корабель не прийде». Новий драматичний театр на Печерську                                                              | ★ Борис Орлов та Ігор Рубашкін — «Корабель не прийде». Новий драматичний театр на Печерську                                                                              | ★ Борис Орлов та Ігор Рубашкін — «Корабель не прийде». Новий драматичний театр на Печерську                                                                              |
| Найкраща сценографія                            | • Олександр Друганов — «Перехрестя». Національний театр опери та балету                                                                                  | | |
| Найкраща сценографія                            | • Лариса Паріс і Семен Висоцький — «Елліни, етюди до трагедії „Аякс“». Театр «Студія Паріс»                                                              | | |
| Найкраще виконання чоловічої ролі               | | ★ Володимир Кузнєцов — за роль Лемареса у виставі «Лист Богу», Київський академічний драматичний театр на Подолі                                                         | ★ Володимир Кузнєцов — за роль Лемареса у виставі «Лист Богу», Київський академічний драматичний театр на Подолі                                                         |
| Найкраще виконання чоловічої ролі               | • Лев Сомов — за роль Опискіна у виставі «Опискін. Фома!», Київський академічний театр драми і комедії на лівому березі Дніпра                           | | |
| Найкраще виконання чоловічої ролі               | • Анатолій Ященко — за роль Ростаньова у виставі «Опискін. Фома!», Київський академічний театр драми і комедії на лівому березі Дніпра                   | | |
| Найкраще виконання жіночої ролі                 | | ★ Лариса Паріс — за участь у виставі «Елліни, етюди до трагедії „Аякс“», Театр «Студія Паріс»                                                                            | ★ Лариса Паріс — за участь у виставі «Елліни, етюди до трагедії „Аякс“», Театр «Студія Паріс»                                                                            |
| Найкраще виконання жіночої ролі                 | • Наталія Доля — за роль Альони у виставі «Жінки. Фрагмент. Скандал без антракту», Національний академічний театр російської драми імені Лесі Українки   | | |
| Найкраще виконання жіночої ролі                 | • Яна Соболевська — за роль Марії у виставі «Войцек. Карнавал плоті», Київський академічний театр драми і комедії на лівому березі Дніпра                | | |
| Найкраще виконання чоловічої ролі другого плану | | ★ Олег Стальчук — за роль Барана у виставі «Перехресні стежки», Національний академічний драматичний театр ім. Івана Франка                                              | ★ Олег Стальчук — за роль Барана у виставі «Перехресні стежки», Національний академічний драматичний театр ім. Івана Франка                                              |
| Найкраще виконання чоловічої ролі другого плану | • Петро Панчук — за роль Стальського у виставі «Перехресні стежки», Національний академічний драматичний театр ім. Івана Франка                          | | |
| Найкраще виконання чоловічої ролі другого плану | • Віталій Салій — за роль Видоплясова у виставі «Опискін. Фома!», Київський академічний театр драми і комедії на лівому березі Дніпра                    | | |
| Найкраще виконання жіночої ролі другого плану   | | ★ Катерина Кістень — за роль Княгині у виставі «Святої ночі», Новий драматичний театр на Печерську                                                                       | ★ Катерина Кістень — за роль Княгині у виставі «Святої ночі», Новий драматичний театр на Печерську                                                                       |
| Найкраще виконання жіночої ролі другого плану   | • Олеся Жураківська — за роль Анфіси Петрівни Облоскіної у виставі «Опискін. Фома!», Київський академічний театр драми і комедії на лівому березі Дніпра | | |
| Найкраще виконання жіночої ролі другого плану   | • Тетяна Міхіна — за роль Смішної у виставі «Сон смішної людини», Національний академічний драматичний театр ім. Івана Франка                            | | |
| Найкращий акторський дебют                      | | ★ Антон Соловей — за роль Саші-Колі у виставі «Найлегший спосіб кинути курити», створеній в рамках спільного проекту Центру ім. Леся Курбаса і театру «Відкритий погляд» | ★ Антон Соловей — за роль Саші-Колі у виставі «Найлегший спосіб кинути курити», створеній в рамках спільного проекту Центру ім. Леся Курбаса і театру «Відкритий погляд» |
| Найкращий акторський дебют                      | • Антон Себастьян — за роль Штаха у виставі «КомА», Молодий театр                                                                                        | | |
| Найкращий акторський дебют                      | • Аліна Скорик — за роль Наташі у виставі «КомА», Молодий театр                                                                                          | | |
| Найкраща вистава для дітей                      | ★ «Дюймовочка» (режисер Михайло Урицький, Київський муніципальний академічний театр ляльок)                                                              | ★ «Дюймовочка» (режисер Михайло Урицький, Київський муніципальний академічний театр ляльок)                                                                              | ★ «Дюймовочка» (режисер Михайло Урицький, Київський муніципальний академічний театр ляльок)                                                                              |
| Найкраща вистава для дітей                      | • «Білосніжка» (реж. Сергій Єфремов, Київський муніципальний академічний театр ляльок)                                                                   | | |
| Найкраща вистава для дітей                      | • «Не хочу бути собакою» (реж. Олександра Сенчук, Київський академічний театр юного глядача на Липках)                                                   | | |
| Найкраща музична вистава                        | ★ «Перехрестя» (режисер Раду Поклітару, Національний театр опери та балету)                                                                              | ★ «Перехрестя» (режисер Раду Поклітару, Національний театр опери та балету)                                                                                              | ★ «Перехрестя» (режисер Раду Поклітару, Національний театр опери та балету)                                                                                              |
| Найкраща музична вистава                        | • «Нізвідки з любов'ю…» (реж. Олексій Кужельний, Київська академічна майстерня театрального мистецтва «Сузір'я»)                                         | | |
| Найкраща музична вистава                        | • «Циганський барон» (реж. Богдан Струтинський, Київський національний академічний театр оперети)                                                        | | |
| Найкраще пластичне пластичне вирішення вистави  | ★ Ольга Семьошкіна, «Сон смішної людини» (режисер Петро Панчук, Національний академічний драматичний театр ім. Івана Франка)                             | ★ Ольга Семьошкіна, «Сон смішної людини» (режисер Петро Панчук, Національний академічний драматичний театр ім. Івана Франка)                                             | ★ Ольга Семьошкіна, «Сон смішної людини» (режисер Петро Панчук, Національний академічний драматичний театр ім. Івана Франка)                                             |
| Найкраще пластичне пластичне вирішення вистави  | • Ольга Семьошкіна, вистава «Перехресні стежки» (реж. Дмитро Чирипюк, Національний академічний драматичний театр ім. Івана Франка)                       | | |
| Найкраще пластичне пластичне вирішення вистави  | • Дмитро Богомазов, вистава «Перехресні стежки» (реж. Дмитро Богомазов, Київський академічний театр драми і комедії на лівому березі Дніпра)             | | |
| Найкраща музична концепція вистави              | ★ Олександр Курій, «Войцек. Карнавал плоті» (реж. Дмитро Богомазов, Київський академічний театр драми і комедії на лівому березі Дніпра)                 | ★ Олександр Курій, «Войцек. Карнавал плоті» (реж. Дмитро Богомазов, Київський академічний театр драми і комедії на лівому березі Дніпра)                                 | ★ Олександр Курій, «Войцек. Карнавал плоті» (реж. Дмитро Богомазов, Київський академічний театр драми і комедії на лівому березі Дніпра)                                 |
| Найкраща музична концепція вистави              | • Наталія Бегма, «Нізвідки з любов'ю…» (реж. Олексій Кужельний, Київська академічна майстерня театрального мистецтва «Сузір'я»)                          | | |
| Найкраща музична концепція вистави              | • Анатолій Шух, «Білосніжка»(реж. Сергій Єфремов, Київський муніципальний академічний театр ляльок)                                                      | | |

### Номінації від Організаційного комітету
- Премію за вагомий внесок у розвиток театрального мистецтва вручили Валентині Зимній, народній артистці України, театральному педагогу, професору.